# Węzeł księżycowy
Węzły księżycowe – węzły orbity Księżyca, czyli punkty w których orbita ta przecina płaszczyznę ekliptyki. Kiedy Księżyc znajduje się w pobliżu węzła orbity i równocześnie w fazie bliskiej nowiu lub pełni, wówczas usytuowany jest niemal dokładnie na jednej linii ze Słońcem i Ziemią, wskutek czego dochodzi do zaćmienia Słońca lub zaćmienia Księżyca. Linia łącząca oba węzły nosi nazwę linii węzłów.
Wskutek oddziaływań perturbacyjnych linia węzłów Księżyca wykonuje powolny obrót w przestrzeni z okresem ok. 18,6 lat, w kierunku wstecznym po ekliptyce. Czas pomiędzy dwoma kolejnymi przejściami Księżyca przez ten sam węzeł nazywa się miesiącem smoczym.
Jako że węzły mają uregulowany i stały ruch po nieboskłonie, ich oddziaływanie jest brane pod uwagę w astrologii.
Inna nazwa węzłów księżycowych, stosowana dawniej w europejskiej astrologii i heraldyce, to odpowiednio łac. Caput Draconis oraz Cauda Draconis – odpowiednio „głowa smoka” (północny węzeł) i „ogon smoka” (południowy węzeł). Za pomocą nazw węzłów blazonowano kolory „brudne”. W Indiach węzły te nazywa się Rahu („głowa demona”) oraz Ketu („ciało demona”).